# سیارک ۲۰۳۷۲
سیارک ۲۰۳۷۲ (به انگلیسی: 20372 Juliafanning، نامگذاری: 1998KS35) بیست هزار و سیصد و هفتاد و دومین سیارک کشف‌شده است که در ۲۲ مه ۱۹۹۸ کشف شد.
این سیارک به‌طور رسمی با نام جولیا فنینگ (Juliafanning) شناخته می‌شود. قدر مطلق این سیارک ۱۴٫۱ است، که نشان‌دهندهٔ روشنایی آن از فاصله استاندارد است.

## ویژگی‌های مداری
سیارک ۲۰۳۷۲ در کمربند اصلی سیارک‌ها، میان مریخ و مشتری قرار دارد. این سیارک دارای خروج از مرکز ۰٫۱۴۶۰۸۹۳ است که مدار آن را کمی بیضوی می‌سازد. اوج مداری آن ۲٫۶۳۱۲۳۰۹ واحد نجومی و حضیض آن ۱٫۹۶۰۴۳۷۳ واحد نجومی است، که به ترتیب فاصلهٔ بیشینه و کمینهٔ آن از خورشید را نشان می‌دهند. تناوب مداری آن ۱۲۷۰٫۶ روز است، به این معنی که حدود ۳٫۵ سال طول می‌کشد تا این سیارک یک دور کامل به دور خورشید بچرخد.

## اهمیت
نامگذاری این سیارک به افتخار جولیا فنینگ انجام شده است. این شیوهٔ نامگذاری نشان‌دهندهٔ شیوهٔ افتخاری است که در نامگذاری سیارک‌ها به‌کار می‌رود و معمولاً از افرادی که در علم، فرهنگ یا خدمت به جامعه سهمی داشته‌اند، الهام گرفته می‌شود.